# Казначейская улица

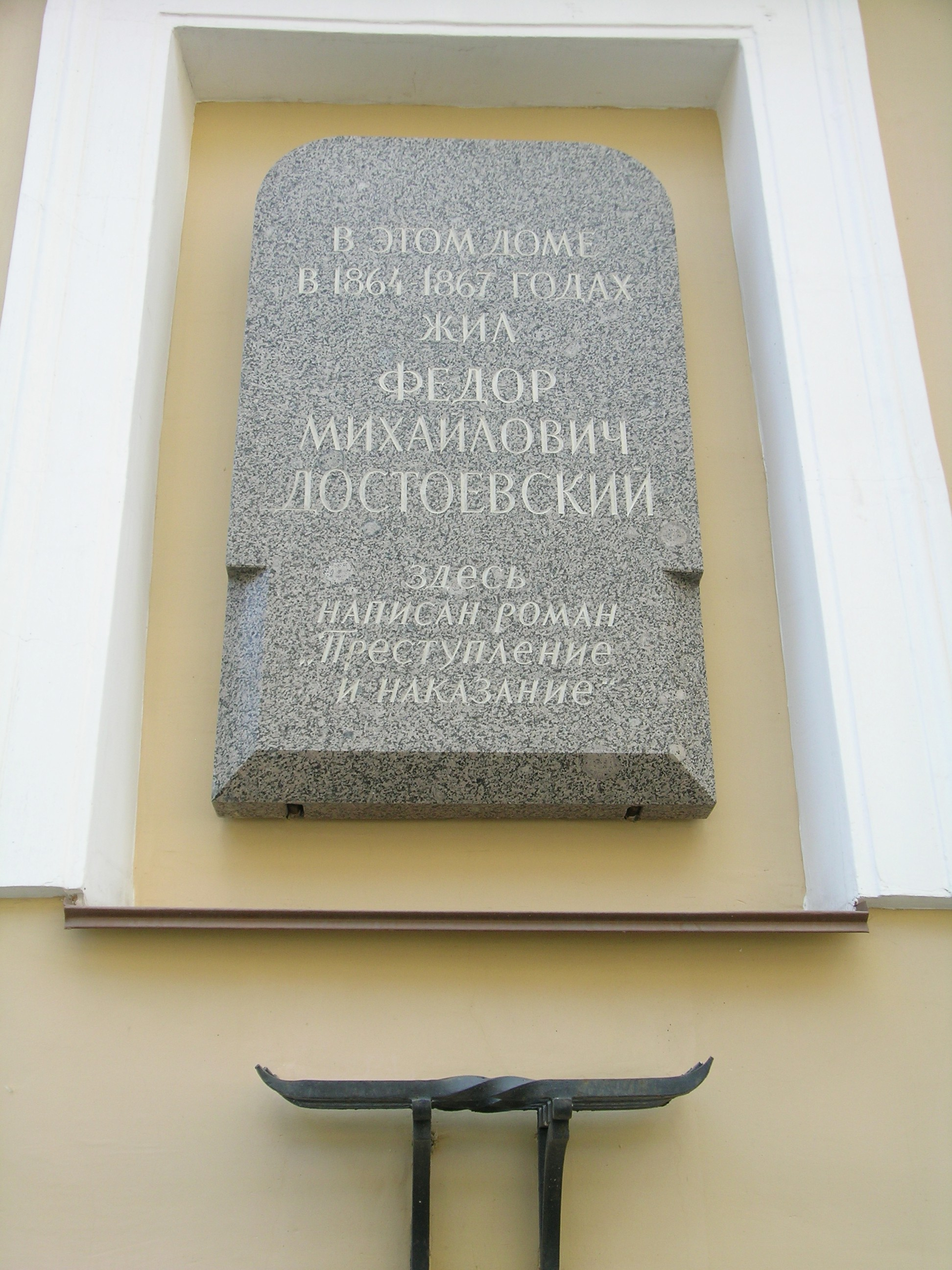
Мемориальная доска на доме № 7, где жил Ф. М. Достоевский

Казначе́йская у́лица — улица в Адмиралтейском районе Санкт-Петербурга. Проходит от набережной канала Грибоедова между Демидовым и Сенным мостами до набережной канала Грибоедова между Кокушкиным и Вознесенским мостами.

## История названия
Первое название улицы — 5-я линия Переведенской слободы или 5-я Переведенская улица с начала 1730-х годов. Далее называлась Малая Мещанская улица (с 20 августа 1739 года). В 1820—1840-х годах улицу называли также Третьей Мещанской улицей.
В 1882 году, с появлением на этой улице губернского казначейства, она получила название Казначейская улица.

## История улицы
Улица начала застраиваться вскоре после основания города, в 1710 году. За счёт государственной казны были построены деревянные одноэтажные дома для переселенцев.
Улица выглядела грязновато, была густо населена «петербургским людом третьей руки». Эти жители впоследствии стали прототипами литературных героев Ф. М. Достоевского. С сентября 1861 по февраль 1867 года писатель сменил на этой улице три квартиры: в доме № 1 (1861—1863), в доме № 9 (апрель 1864 года) и в доме № 7 (до 1867 года), где он написал романы «Преступление и наказание», «Игрок» и познакомился с будущей женой А. Г. Сниткиной.
В XVIII веке улица была вымощена булыжником (просуществовал до 1960-х годов). Тротуары были шириной в 1,5 метра из каменной плиты, уложенной в два ряда. С 1893 года в домах появилась вода из городского водопровода.

## Примечательные здания и сооружения
- Дом № 1. Доходный дом А. А. Астафьевой. Построен в 1847 году, архитектор — И. И. Цим. Здесь, в квартире М. М. Достоевского, располагалась редакция журнала «Время» и его преемника — журнала «Эпоха».  памятник архитектуры (вновь выявленный объект)[2]
- Дом № 2. Доходный дом. Включает в себя три дома, один из которых был трёхэтажным. Построен в 1844 году архитектором С. Пономарёвым. В конце 1970-х годов надстроен четвёртым этажом при капитальном ремонте. Архитектор С. М. Розов построил в 1881 году ещё два дома (трёх- и четырёхэтажные), которые носят тот же № 2.  памятник архитектуры (вновь выявленный объект)[2]
- Дом № 3. Доходный дом. Построен в 1905 году. Архитектор — Н. А. Виташевский.
- Дом № 4 (угловой). Построен в первой половине XVIII века, в 1886 году надстраивался. Архитектор — П. П. Трифанов.
- Дом № 4 (средний). Доходный дом Д. Е. Бенардаки. Построен в 1867—1869 годах, архитекторы — К. К. Кольман и А. К. Кольман.
- Дом № 5. Доходный дом. Построен в 1798 году, в 1890 году надстроен до пяти этажей.

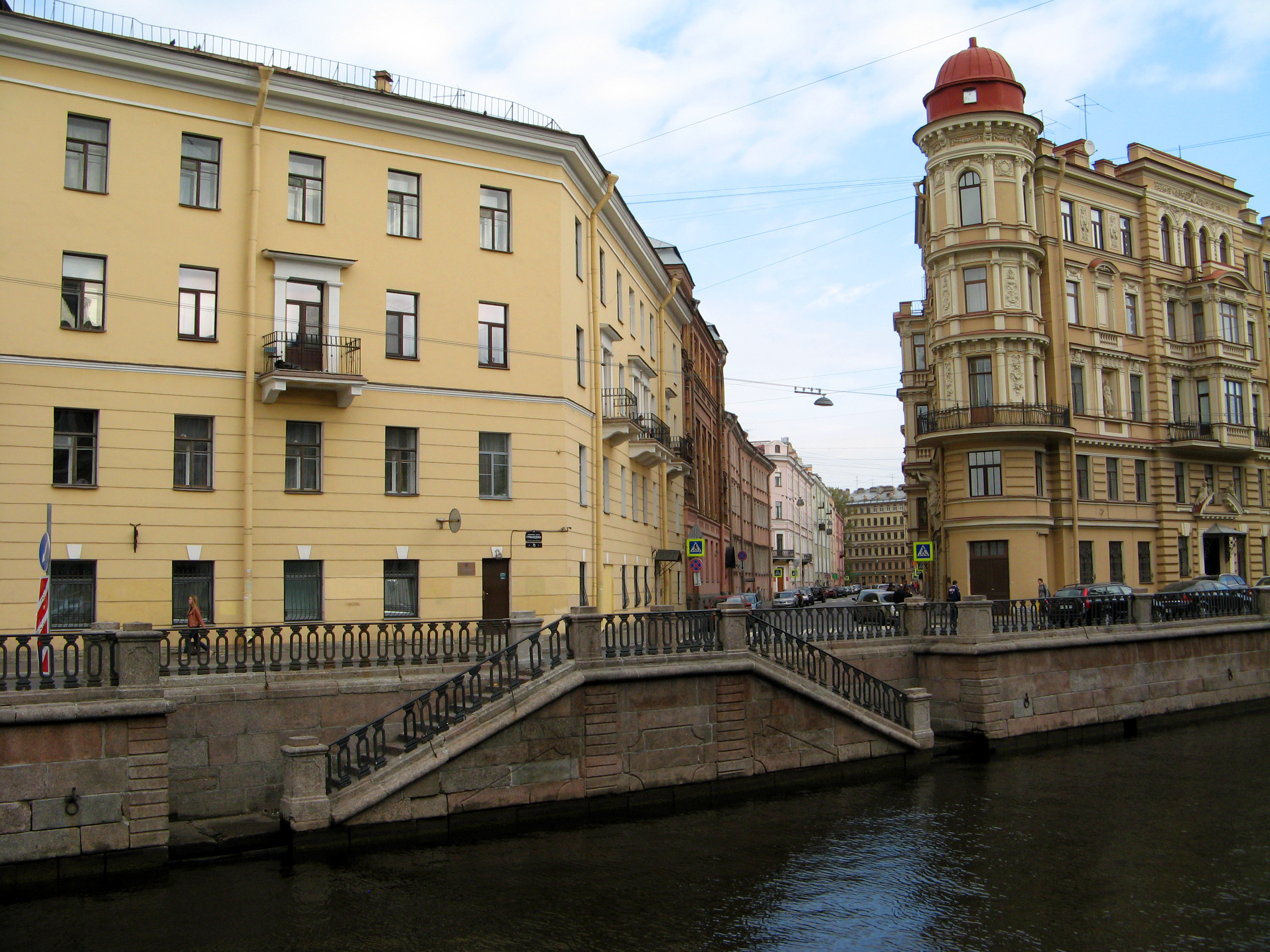
Казначейская улица, вид от канала Грибоедова. Слева дом № 13, справа дом № 6

- Дом № 6. Доходный дом Ратькова-Рожнова. Построен архитектором Павлом Сюзором в 1886—1888 годах для сенатора Владимира Ратькова-Рожнова[3].
- Дом № 7. Доходный дом И. М. Алонкина. Построен в 1876 году, архитектор — К. А. Кузьмин. В 1864—1867 годах здесь жил Фёдор Достоевский[4].  7830979000
- Дом № 9. Дом Бахерахт (Евреинова). Архитекторы — Г. И. Косолапов, Х. Х. Бек, Ф. Л. Миллер, построен в 1825 году. В 1843 году была произведена надстройка угловой части, в 1862 году — надстройка левой части[4].  7830981000
- Дом № 11. Здание Казенной палаты и губернского казначейства. Построено в 1897 году по проекту П. К. Бергштрессера и Н. М. Проскурнина[4].  7830982000
- Дом № 13. Казенная палата. «Дом Сони Мармеладовой».